# Vladimir Volkov
Vladimir Volkov (in serbo Владимир Волков?; Belgrado, 6 giugno 1986) è un ex calciatore serbo naturalizzato montenegrino di ruolo difensore.

## Carriera

### Club
Dopo aver giocato per diversi club serbi e un anno in prestito in Portogallo, Volkov si trasferisce allo Sheriff Tiraspol, dove gioca le sue due stagioni più importanti, conquistando il campionato per due anni consecutivi e la coppa nazionale col club moldavo. Nel 2009 vinse la Coppa dei Campioni della CSI vinta per 5-4 ai rigori contro l'Aktobe, squadra kazaka. Con la squadra moldava ha giocato anche le qualificazioni per la Champions League, non riuscendo a qualificarsi per la fase a gironi. Nel 2011 firma un contratto di quattro anni con il Partizan Belgrado.

#### Banja Luka e ritiro
Dopo un anno al Borac Banja Luka. All'età di 34 anni, decide di ritirarsi dal calcio giocato.

### Nazionale
Volkov ha debuttato il 15 novembre 2011 con la maglia della Serbia, in occasione dell'amichevole pareggiata per 1-1 contro l'Honduras.
Dal 2012 decide di rappresentare la nazionale montenegrina, esordendo il 25 maggio contro il Belgio.

## Statistiche

### Cronologia presenze e reti in nazionale
| Cronologia completa delle presenze e delle reti in nazionale ― Serbia | Cronologia completa delle presenze e delle reti in nazionale ― Serbia | Cronologia completa delle presenze e delle reti in nazionale ― Serbia | Cronologia completa delle presenze e delle reti in nazionale ― Serbia | Cronologia completa delle presenze e delle reti in nazionale ― Serbia | Cronologia completa delle presenze e delle reti in nazionale ― Serbia | Cronologia completa delle presenze e delle reti in nazionale ― Serbia | Cronologia completa delle presenze e delle reti in nazionale ― Serbia |
| Data                                                                  | Città                                                                 | In casa                                                               | Risultato                                                             | Ospiti                                                                | Competizione                                                          | Reti                                                                  | Note                                                                  |
| --------------------------------------------------------------------- | --------------------------------------------------------------------- | --------------------------------------------------------------------- | --------------------------------------------------------------------- | --------------------------------------------------------------------- | --------------------------------------------------------------------- | --------------------------------------------------------------------- | --------------------------------------------------------------------- |
| 15-11-2011                                                            | San Pedro Sula                                                        | Honduras                                                              | 2 – 0                                                                 | Serbia                                                                | Amichevole                                                            | -                                                                     |                                                                       |
| Totale                                                                |                                                                       | Presenze                                                              | 1                                                                     |                                                                       | Reti                                                                  | 0                                                                     |                                                                       |

| Cronologia completa delle presenze e delle reti in nazionale ― Montenegro | Cronologia completa delle presenze e delle reti in nazionale ― Montenegro | Cronologia completa delle presenze e delle reti in nazionale ― Montenegro | Cronologia completa delle presenze e delle reti in nazionale ― Montenegro | Cronologia completa delle presenze e delle reti in nazionale ― Montenegro | Cronologia completa delle presenze e delle reti in nazionale ― Montenegro | Cronologia completa delle presenze e delle reti in nazionale ― Montenegro | Cronologia completa delle presenze e delle reti in nazionale ― Montenegro |
| Data                                                                      | Città                                                                     | In casa                                                                   | Risultato                                                                 | Ospiti                                                                    | Competizione                                                              | Reti                                                                      | Note                                                                      |
| ------------------------------------------------------------------------- | ------------------------------------------------------------------------- | ------------------------------------------------------------------------- | ------------------------------------------------------------------------- | ------------------------------------------------------------------------- | ------------------------------------------------------------------------- | ------------------------------------------------------------------------- | ------------------------------------------------------------------------- |
| 25-5-2012                                                                 | Bruxelles                                                                 | Belgio                                                                    | 2 – 2                                                                     | Montenegro                                                                | Amichevole                                                                | -                                                                         | 20’                                                                       |
| 15-8-2012                                                                 | Podgorica                                                                 | Montenegro                                                                | 2 – 0                                                                     | Lettonia                                                                  | Amichevole                                                                | -                                                                         |                                                                           |
| 7-9-2012                                                                  | Podgorica                                                                 | Montenegro                                                                | 2 – 2                                                                     | Polonia                                                                   | Qual. Mondiali 2014                                                       | -                                                                         |                                                                           |
| 11-9-2012                                                                 | Serravalle                                                                | San Marino                                                                | 0 – 6                                                                     | Montenegro                                                                | Qual. Mondiali 2014                                                       | -                                                                         |                                                                           |
| 16-10-2012                                                                | Kiev                                                                      | Ucraina                                                                   | 0 – 1                                                                     | Montenegro                                                                | Qual. Mondiali 2014                                                       | -                                                                         |                                                                           |
| 14-11-2012                                                                | Podgorica                                                                 | Montenegro                                                                | 3 – 0                                                                     | San Marino                                                                | Qual. Mondiali 2014                                                       | -                                                                         |                                                                           |
| 22-3-2013                                                                 | Chisinau                                                                  | Moldavia                                                                  | 0 – 1                                                                     | Montenegro                                                                | Qual. Mondiali 2014                                                       | -                                                                         |                                                                           |
| 26-3-2013                                                                 | Podgorica                                                                 | Montenegro                                                                | 1 – 1                                                                     | Inghilterra                                                               | Qual. Mondiali 2014                                                       | -                                                                         | 64’                                                                       |
| 7-6-2013                                                                  | Podgorica                                                                 | Montenegro                                                                | 0 – 4                                                                     | Ucraina                                                                   | Qual. Mondiali 2014                                                       | -                                                                         | 6’, 66’                                                                   |
| 11-10-2013                                                                | Londra                                                                    | Inghilterra                                                               | 4 – 1                                                                     | Montenegro                                                                | Qual. Mondiali 2014                                                       | -                                                                         | 53’ 83’                                                                   |
| 17-11-2013                                                                | Lussemburgo                                                               | Lussemburgo                                                               | 1 – 4                                                                     | Montenegro                                                                | Amichevole                                                                | -                                                                         |                                                                           |
| 5-3-2014                                                                  | Podgorica                                                                 | Montenegro                                                                | 1 – 0                                                                     | Ghana                                                                     | Amichevole                                                                | -                                                                         |                                                                           |
| 8-9-2014                                                                  | Podgorica                                                                 | Montenegro                                                                | 2 – 0                                                                     | Moldavia                                                                  | Qual. Euro 2016                                                           | -                                                                         | 27’ 46’                                                                   |
| 12-10-2014                                                                | Vienna                                                                    | Austria                                                                   | 1 – 0                                                                     | Montenegro                                                                | Qual. Euro 2016                                                           | -                                                                         |                                                                           |
| 15-11-2014                                                                | Podgorica                                                                 | Montenegro                                                                | 1 – 1                                                                     | Svezia                                                                    | Qual. Euro 2016                                                           | -                                                                         |                                                                           |
| 27-3-2015                                                                 | Podgorica                                                                 | Montenegro                                                                | 0 – 3                                                                     | Russia                                                                    | Qual. Euro 2016                                                           | -                                                                         |                                                                           |
| 5-9-2015                                                                  | Podgorica                                                                 | Montenegro                                                                | 2 – 0                                                                     | Liechtenstein                                                             | Qual. Euro 2016                                                           | -                                                                         |                                                                           |
| Totale                                                                    |                                                                           | Presenze                                                                  | 17                                                                        |                                                                           | Reti                                                                      | 0                                                                         |                                                                           |

## Palmarès
- Campionato moldavo: 2

Sheriff Tiraspol: 2008-2009, 2009-2010
- Coppe di Moldavia: 2

Sheriff Tiraspol: 2009 , 2010
- Coppa dei Campioni della CSI: 1

Sheriff Tiraspol: 2009